# Thomisus duriusculus
Thomisus duriusculus es una especie de araña cangrejo del género Thomisus, familia Thomisidae. Fue descrita científicamente por Thorell en 1877.

## Distribución
Esta especie se encuentra en Indonesia (Sulawesi).